# Anapoma rufipennis
Anapoma rufipennis är en fjärilsart som beskrevs av George Francis Hampson 1894. Anapoma rufipennis ingår i släktet Anapoma och familjen nattflyn. Inga underarter finns listade i Catalogue of Life.